# Porwak
Porwak – fragment skalny odrębny od skał, wśród których się znajduje, pochodzący z innego kompleksu skalnego.
- porwak lodowcowy, kra lodowcowa (niekiedy też w tym znaczeniu eratyk) - fragment (do kilku kilometrów wielkości) wyrwany przez lodowiec z podłoża i przeniesiony
- porwak tektoniczny - fragment przemieszczony do innego otoczenia przez ruchy tektoniczne
- porwak wulkaniczny, ksenolit - fragment wyrwany przez magmę z otoczenia i przeniesiony wraz z jej ruchem (ewentualnie wtopiony samorzutnie, np. grawitacyjnie)

Niekiedy porwaki nazywane są od swojego składu, np. porwak piaskowcowy w skałach magmowych – to fragment piaskowca wtopiony w skały magmowe (porwak wulkaniczny).